# Jack Perry
Jack Perry (Los Angeles, 16 giugno 1997) è un wrestler statunitense sotto contratto con la All Elite Wrestling.

## Biografia
Jack Perry è il figlio dell'attore Luke Perry, e nipote dello scrittore Alan Sharp. Fin da bambino era un fan del wrestling, tanto da presenziare dal vivo all'edizione 2009 di SummerSlam insieme a suo padre.

### Circuito indipendente (2016-2019)
Perry ha iniziato la sua carriera nel circuito indipendente nel 2016 con il ring name Nate Coy. Il 20 novembre ha vinto la West Coast Cruiser Cup. Il 17 agosto 2018, Coy ha vinto l'All Pro Wrestling Junior Heavyweight Championship, il suo primo titolo nel mondo del wrestling professionale. In seguito lo perse con Jake Atlas durante l'evento Bay Area Bash del 15 giugno 2019. Nel febbraio 2019, Jungle Boy ha formato un tag team con il collega Luchasaurus, con il nome di "A Boy and His Dinosaur". Nel maggio 2019, Perry ha lottato e sconfitto l'attore David Arquette in un evento di Bar Wrestling, in un match di tributo al defunto padre di Perry.

### All Elite Wrestling (2019-presente)
A gennaio 2019, Perry ha firmato con la nascente All Elite Wrestling, come Jungle Boy. Ha fatto il suo debutto in AEW all'evento inaugurale della compagnia Double or Nothing, il 25 maggio, prendendo parte al pre-show nella Casino Battle Royale, ma è stato eliminato da Jimmy Havoc. Il mese seguente a Fyter Fest, Jungle Boy ha lottato contro Jimmy Havoc, Adam Page e MJF in una four-way match, che è stato vinto da Page. A Fight for the Fallen il 13 luglio, Jungle Boy ha combattuto insieme a Luchasaurus contro Angélico e Jack Evans e The Dark Order (Evil Uno e Stu Grayson) in un three-way tag team match, che ha visto trionfare il Dark Order. Poco dopo, Jungle Boy e Luchasaurus si sono alleati con Marko Stunt, creando una nuova stable chiamata "Jurassic Express". Il 31 agosto a All Out, il Jurassic Express è stato sconfitto dai SoCal Uncensored in un six-man tag team match. In ottobre, Jungle Boy e Stunt hanno preso parte ad un torneo per determinare i primi detentori dell'AEW World Tag Team, ma sono stati eliminati dai Lucha Brothers.
Nell'episodio del 20 novembre di AEW Dynamite, Jungle Boy ha preso parte alla Dynamite Dozen Battle Royale, ma non è riuscito a vincere. Nell'episodio del 4 dicembre, Jungle Boy è stato sfidato dal campione del mondo AEW Chris Jericho a resistere 10 minuti sul ring contro di lui, nell'episodio del 18 dicembre di Dynamite ha vinto la sfida. Nell'episodio del 19 febbraio di Dynamite, Jungle Boy e Luchasaurus hanno partecipato in una battle royal a squadre per determinare gli sfidanti all'AEW World Tag Team Championship, che però è stata vinta dagli Young Bucks.
Nell'episodio di Dynamite del 5 gennaio 2022, Jungle Boy e Luchasaurus batterono i Lucha Brothers e vinsero gli AEW World Tag Team Championship.

## Vita privata
Dal giugno del 2021 è fidanzato con la collega Anna Jay.

## Personaggio

### Mosse finali
- Canadian Destroyer (Front flip piledriver)
- Mushroom Lock (Muta lock)

### Soprannomi
- "The Wilde"

## Titoli e riconoscimenti
- All Elite Wrestling

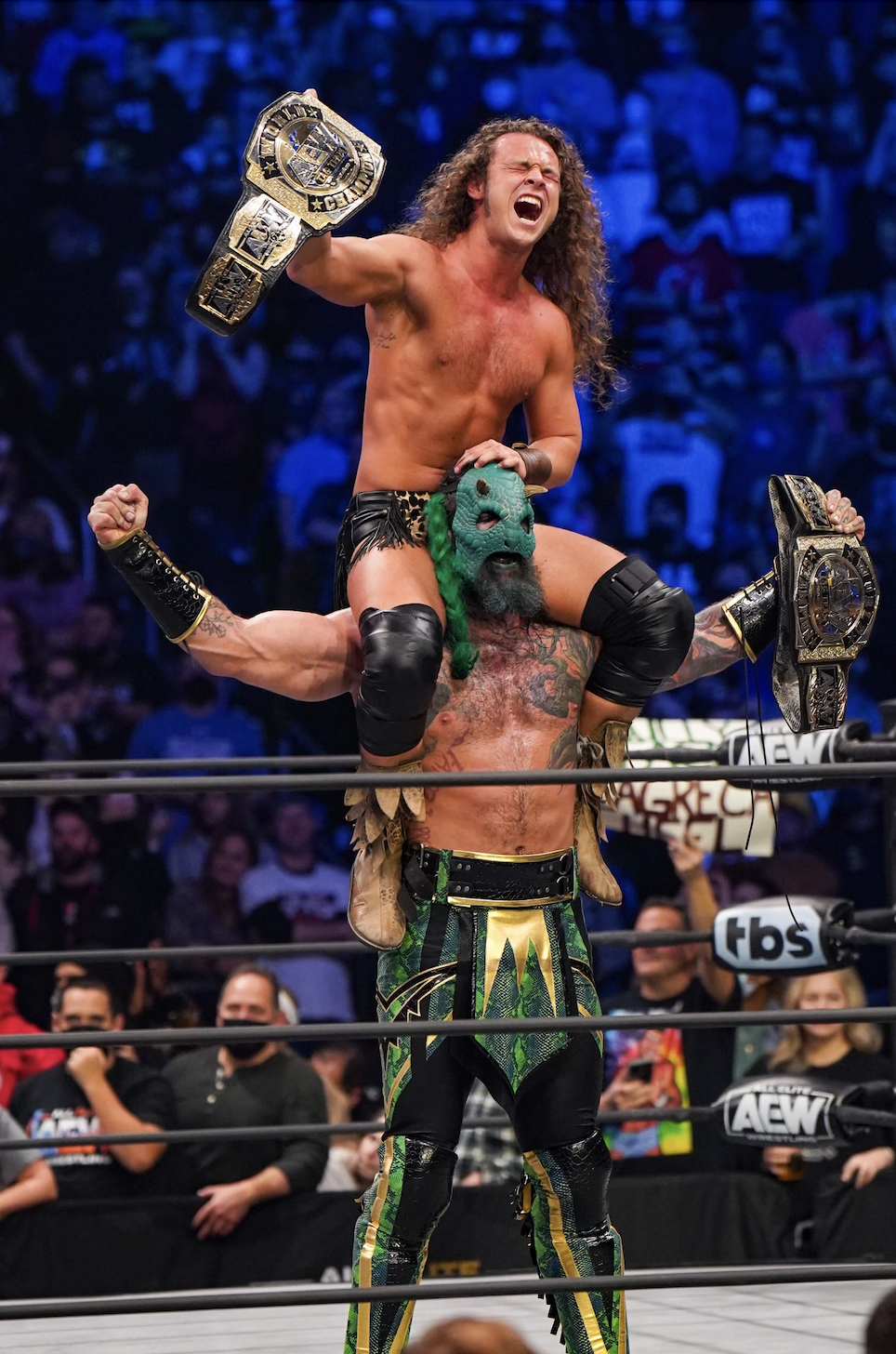
Il Jurassic Express con l'AEW World Tag Team Championship

  - AEW World Tag Team Championship (1) - con Luchasaurus
  - AEW TNT Championship (1)
- All Pro Wrestling
  - APW Junior Heavyweight Championship (1)[22]
- Dramatic Dream Team
  - DDT Ironman Heavymetalweight Championship (1)[23]
- Pro Wrestling Illustrated
  - 280° tra i 500 migliori wrestler singoli nella PWI 500 (2019)[24]
- Pro Wrestling Revolution
  - PWR Tag Team Championship (1)[25] - con El Prostipirugolfo
- Wrestling Observer Newsletter
  - Rookie of the Year (2019)[26]